# Vimieiro (Arraiolos)
Vimieiro ist eine Gemeinde (Freguesia) im portugiesischen Kreis (Concelho) von Arraiolos. In ihr leben 1335 Einwohner (Stand 19. April 2021).

## Geschichte
Über 5000 Jahre alte Grabstätten (Antas) und andere Funde belegen eine vorgeschichtliche Besiedlung, etwa die Antas da Caeira oder die Antas da Herdade dos Prates.
Das Gebiet war Teil der römischen Provinz Lusitanien. Die Römer bauten hier Brücken, eine Römerstraße führte hier her.
Der heutige Ort entstand vermutlich im Zuge der Wiederbesiedlungspolitik im Zusammenhang mit der Reconquista. 1257 erhielt Vimieiro erstmals Stadtrechte und wurde Sitz eines eigenständigen Kreises. König Manuel I. erneuerte die Stadtrechte 1512.
Aufschwung nahm Vimieiro, als sich im 18. Jahrhundert D.Sancho Faro e Sousa, Graf von Vimieiro (port.: Conde do Vimieiro) hier ein früheres Militärquartier zu einem Palast ausbaute. Insbesondere seine Gattin, die Schriftstellerin Teresa de Mello Breyner, sorgte für eine kulturelle Blüte im Ort. (Aus ihrer Familienlinie entsprangen später auch die Schriftstellerin Sophia de Mello Breyner Andresen (1919–2004) und der Schauspieler Nicolau Breyner (1940–2016).)
1801 starb mit dem kinderlos gebliebenen D. João de Faro e Sousa auch der Titel des Grafen von Vimieiro aus. Der Kreis ging an die Krone, und der Ort verlor zunehmend an Bedeutung. Im Zuge der verschiedenen Verwaltungsreformen nach der Liberalen Revolution 1822 wurde der Kreis Vimieiro 1855 aufgelöst und Arraiolos angegliedert.

## Kultur und Sehenswürdigkeiten
Die in der Ortschaft Venda do Duque gelegene Megalithanlage Anta da Venda do Duque aus dem 4. bis 3. Jahrtausend v. Chr. kann besichtigt werden.
Der im 18. Jahrhundert zum Herrenhaus ausgebaute Palácio e Quinta dos Condes do Vimieiro geht auf ein Militärgebäude aus dem 16. Jahrhundert zurück und ist heute in Privatbesitz, wobei die umgebende Parkanlage (Quinta) zugänglich ist.
Verschiedene Sakralbauten stehen in der Gemeinde unter Denkmalschutz, darunter die 1557 erbaute Gemeindekirche Igreja Paroquial do Vimieiro (auch Igreja de Nossa Senhora da Encarnação do Sobral), die Elemente der Manuelinik und des Mudejárstils vereint.
Das zentral gelegene Centro Interpretativo Mundo Rural ist in einer alten, denkmalgeschützten Olivenölpresse untergebracht und beschäftigt sich in Ausstellungen und Veranstaltungen mit dem traditionellen ländlichen Leben und Arbeiten.

## Verwaltung
Vimieiro ist Sitz einer gleichnamigen Gemeinde (Freguesia). In der Gemeinde liegen folgende Ortschaften:
- Bardeira
- Venda do Duque
- Vimieiro